# RetroShare
Retroshare — це вільне програмне забезпечення для децентралізованої та безпечної приватної P2P-мережі (точніше, оверлейної мережі), що використовує автентифікацію за допомогою сильних асиметричних ключів (формат OpenPGP) у комунікації між вузлами і шифрування за допомогою Perfect Forward Secrecy (OpenSSL реалізація TLS), для шифрування всього обміну даними.
Retroshare забезпечує (у зашифрованому вигляді): безсерверну електронну пошту, обмін файлами між користувачами, обмін миттєвими повідомленнями, чат, форуми. Retroshare має графічний інтерфейс користувача, створений за допомогою Qt5 і доступний на Linux, Windows та macOS. Цей особливий різновид однорангової мережі, у якій користувачі встановлюють прямі з'єднання лише з друзями, називається мережею «друг-до-друга».

## Історія
Станом на 17 січня 2014 року кількість тільки тих, хто використовує DHT з відкритим портом становить приблизно 5800 користувачів Retroshare.
Популярність сервісу зросла в кілька разів після антипіратських заходів, особливо після закриття Megaupload у 2012 році.
У 2019 році каталонські націоналісти розробили застосунок на базі Retroshare для організації демонстрацій без повідомлення поліції.
У 2024 році вебсайт prism-break.org рекомендував RetroShare (серед іншого програмного забезпечення).

## Автентифікація та вхід
Після встановлення RetroShare необхідно створити вузол. Потрібно вибрати розмір ключа шифрування PGP (2048, 3072 або 4096 біт), генерація ключової фрази вбудована в інтерфейс і робочий процес, також треба вибрати ім'я вузла в мережі RetroShare, пароль, ім'я користувача і псевдонім. Система підписів у поєднанні з технологією OpenPGP (технологія, що допомагає виконувати операції шифрування і цифрового підпису) дозволяє продемонструвати рівень довіри кожного учасника до своїх друзів. З'єднання між друзями шифруються за допомогою OpenSSL, і лише явно авторизовані друзі можуть з'єднуватися один з одним.
Керування мережею доручено користувачеві, який вирішує, кого включити до свого кола друзів. Тому початкове підключення вимагає обміну парою ключів. Потім сервіс RetroShare керує наданням відкритих ключів друзів, що дозволяє сформувати коло кореспондентів.
IP-адреси друзів збираються різними способами: за допомогою DHT (Distributed Hash Table, що використовується мережею BitTorrent), а також шляхом розповсюдження серед спільних друзів. Ці дві функції є необов'язковими.

## Налаштування
Вибравши Налаштування > Сервер > Конфігурація мережі, можливо вибрати одну з чотирьох мережевих конфігурацій, які визначають базові рівні підключення і конфіденційності для клієнта RetroShare. Вони впорядковані наступним чином: публічна (DHT і Discovery), приватна (тільки Discovery), інвертована (тільки DHT), даркнет (жодної).

## Спільний доступ до файлів
RetroShare дозволяє обмінюватися файлами у вигляді списків (так званих колекцій).
Передача файлів здійснюється або безпосередньо між друзями, або через анонімні тунелі, які можуть з'єднувати людей, розділених ланцюжком друзів. Це реалізація алгоритму Turtle Hopping (переклад: «стрибок черепахи») з проєкту Turtle F2F (але реалізовано по-іншому). Файли представлені їхнім дайджестом SHA-1 (або хешем), а система посилань дозволяє експортувати або імпортувати посилання на спільні файли. Друзі, з якими ви безпосередньо пов'язані та через яких передаються дані, не можуть зрозуміти, якщо ви попросите завантажити файл або навіть передати його іншим друзям.[джерело?]

## Зв'язок
RetroShare пропонує кілька сервісів, які дозволяють користувачам RetroShare спілкуватися один з одним:
- публічні/приватні чати, що дозволяють миттєво вести групове обговорення (типу IRC, але простіші у використанні)[23];
- функція приватного або групового обміну миттєвими повідомленнями[24];
- функція електронної пошти[23];
- анонімні або підписані внутрішні форуми[24];
- а також систему chaines мовлення, натхненних форматом даних RSS, які дозволяють підписникам автоматично завантажувати опубліковані там дані. Контент цих каналів автоматично видаляється через кілька місяців.

## Інтерфейс користувача
Ядром RetroShare є програмна бібліотека, яка керує криптографічним рівнем, автентифікацією друзів та файловою системою кешу, на якій базуються різні сервіси: форуми, повідомлення, тощо
Є два користувацьких інтерфейси (які підключені до ядра RetroShare):
- дуже простий, в інтерфейсі командного рядка, проте дозволяє запускати RetroShare віддалено;
- інший — це графічний інтерфейс, реалізований на Qt4 та оснащений класичними функціональними можливостями: пошук файлів, перенесення, тощо. А також різні системи графічної візуалізації сусідньої мережі, список друзів та їхній GPG-ключ.[джерело?]

## Безпека та анонімність
Безпека обміну в мережі RetroShare забезпечується асиметричним 2048-бітовим шифруванням RSA і тим, що обмінюватися інформацією з клієнтом можуть лише довірені особи. Оскільки вся комунікація зашифрована, неможливо визначити, що саме передається.
Щоб допомогти мережі розвиватися, RetroShare дозволяє вашим друзям знайомитися один з одним. Тож, коли ви підключаєтеся до друга, ви отримуєте відкриті ключі безпосередніх друзів цієї людини. Однак це не дозволяє вам знати, що ці люди роблять доступним, а також обмінюватися з ними файлами: щоб це сталося, ці друзі, у свою чергу, повинні підписати ваш ключ і авторизувати з'єднання. Поширюються лише ключі друзів першого рівня, і вони поширюються лише серед безпосередніх друзів. Ця функція також є додатковою. Таким чином, неконтрольоване поширення ключів у мережі відсутнє.
У 2011 році журнал Linux Magazine оцінив безпеку, яку пропонує RetroShare, і зазначив кілька недоліків, таких як відсутність повної анонімності, недостатня технічна документація, відсутність заходів конфіденційності та безпеки, здатних впоратися з непередбаченими комунікаціями, а не лише з очікуваними, можливість вказати слабкий пароль або навіть дозвільні налаштування за замовчуванням. На думку журналу, ізоляція, яку дозволяє сервіс, покращує безпеку, але ціною заходу, подібного до білого списку.

## Список функцій
- Пошук друзів
- Пошук файлів
- Огляд усіх спільних файлів
- Анонімний обмін даними з друзями

- Обмін миттєвими повідомленнями
- VOIP (відео- та голосовий зв’язок з друзями, які мають кімнату чату (груповий чат)[27]
- IRC-подібні chatlobbies[6]
- Email-подібні повідомлення
- Розподілені форуми
- Зберігання повідомлень (чат та електронна пошта)
- YouTube-подібні канали[6]
- Підтримка плагінів[27]
- Багатомовний: наразі підтримується 53 мови.
- Інтеграція панелі завдань
- Підтримка модулів (плагінів)
- UPnP/NAT — PMP переадресація портів
- Кілька одночасних завантажень (downloads) та/або вивантажень (uploads)
- Відновлення завантаження/вивантаження після виходу з програми
- Одночасне завантаження з кількох джерел (Segmented file transfer[en])
- Роїння перерозподіл файлу до його повного завантаження
- Колекції пакетне завантаження/вивантаження кількох файлів
- Додано завантаження через веб-посилання (наприклад, Magnet-посилання)
- Зашифровані форуми
- Підтримка зашифрованих chaines
- Гра в шахи проти іншого гравця[27]
- Дозволяє синхронізувати ваш список друзів з ким завгодно[27]
- Огляд статистики внутрішнього маршрутизатора
- Майстер швидкого запуску (для швидкої та легкої інсталяції програмного забезпечення RetroShare)
- Розташування між IP-адресами за допомогою розподіленої хеш-таблиці.